# Gais 1962
Fotbollsklubben Gais spelade säsongen 1962 i Division II Västra Götaland, där man slutade på andra plats i serien.

## Inför säsongen

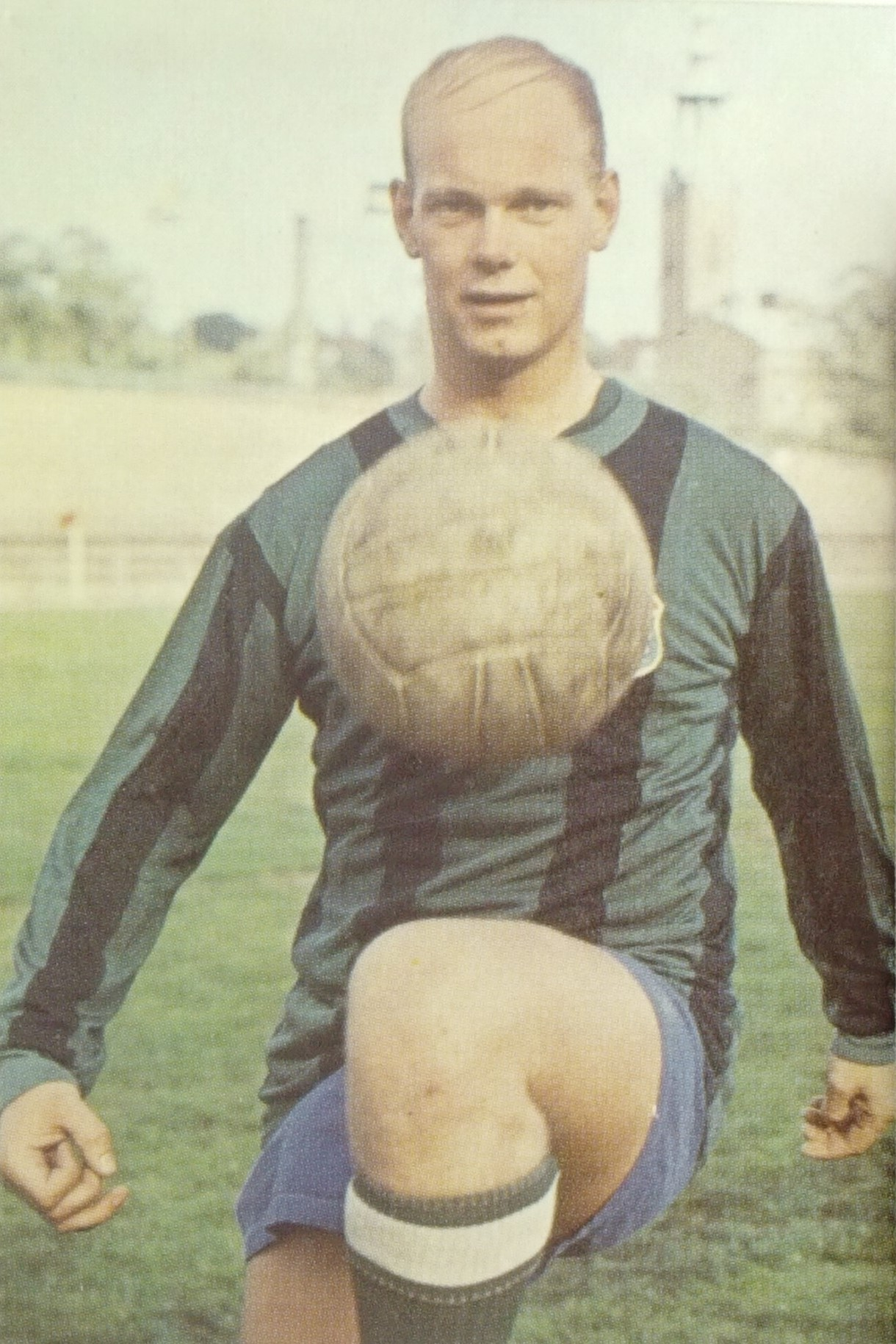
20-årige Kent Grek hade debuterat 1961, och var 1962 ordinarie i truppen.

Curt Thorstensson klev av som tränare och ersattes av ungraren István Takács, ett oprövat kort som arbetade vid Göteborgs spårväg och tidigare hade varit tränare i Majornas IK. Tacaks var ansvarig för träningen, men vid laguttagningen medverkade även lagledaren Holger Jernsten och styrelseledamoten Åke Lindegarth. Det visade sig snart att Takács inte var någon god tränarrekrytering. Några taktikgenomgångar förekom knappt inför matcherna, och oavsett om Gais vann eller inte fick spelarna beröm.
Gais inledde försäsongen bra, med segrar i träningsmatcher mot allsvenska IFK Norrköping och Örgryte IS. Föreningen hade fortsatt ansträngd ekonomi, så några större värvningar kunde inte göras; i stället utökades truppen med unga, lovande spelare: Kent Grek och Bo Johansson (Jagler) från ungdomslagen, Bengt Johansson från BK Dalen och Sune Olofsson från IFK Strömstad. Lars "Slaktarn" Olsson och Kenneth "Knäcken" Börjesson hade försvunnit ur truppen.

## Seriespel
Gais och IS Halmia var förhandsfavoriter i serien, och Gais inledde med en säker 4–2-seger hemma mot Kungshamns IF. Redan den 3 maj mötte man Halmia hemma på Ullevi, där man inför nästan 3 000 åskådare spelade oavgjort 3–3 sedan Halmia kvitterat i slutminuterna.  Rolf Olsson gjorde två mål i en match  där båda yttrarna Kent Blomqvist och Alf Johansson var skadade. I derbyt mot Redbergslids IK fortsatte skadorna, då Rolf Lundh fick köras till Sahlgrenska efter att ha krockat med RIK:s målvakt Sami Svensson. Lundh var ute ur spel till början av juni.
Trots skador spelade Gais bra under våren, och en lysande stjärna var veteranen Leif Forsberg. Han lyftes upp i anfallskedjan och började där göra mål; Einar Smith gick i stället ner som centerhalv. Den enda riktiga missräkningen under våren kom mot SK Sifhälla, då man förlorade med 1–0 borta. Halmia var emellertid oerhört starka och förlorade inte en enda match under året, medan Gais blandade och gav. Även hemma förlorade man mot Sifhälla (1–3) efter en otrolig match av gästernas Dan Ekner, det 35-åriga före detta utlandsproffset. I slutet av september var det tydligt att Gais inte skulle kunna utmana Halmia om seriesegern, och i de tre sista matcherna för säsongen prövade man den 16-årige Bengt Johansson, som debuterade mot Redbergslids IK i en 4–1-match där han gjorde ett mål själv och låg bakom två andra. Pressen beskrev honom som det största centerfyndet i Göteborg sedan Agne Simonsson, och han fick förtroende även i nästa match, där han gjorde två mål när Gais vände 1–4 till 4–4 hemma mot IK Oddevold.
Rolf Lundh blev klubbens bäste målskytt med 9 mål. Noterbart är att seriens skyttekung återfanns i Kungshamns IF: Hasse Samuelsson gjorde 23 mål för jumbon och skulle året därpå hamna i Gais.
Gais hade under hela året dåliga publiksiffror, men hjälptes ekonomiskt av kollegorna i Göteborgsalliansen, som bjöd med klubben på några dubbelarrangemang som höjde publiksnittet. Alliansen spelade även några matcher mot utländska lag, vilket gav klubben ytterligare tillskott i kassan. Gais hade i dessa matcher inte mycket mer att bidra med än den pålitlige målvakten Leif Andersson, men fick ändå ta del av vinsten.

### Tabell
| Nr | Lag                 | S  | V  | O | F  | GM | IM | MS  | P  |
| -- | ------------------- | -- | -- | - | -- | -- | -- | --- | -- |
| 1  | IS Halmia           | 22 | 18 | 4 | 0  | 67 | 23 | +44 | 40 |
| 2  | Gais                | 22 | 13 | 4 | 5  | 39 | 24 | +15 | 30 |
| 3  | Norrby IF           | 22 | 10 | 3 | 9  | 54 | 42 | +12 | 23 |
| 4  | IK Oddevold         | 22 | 10 | 2 | 10 | 39 | 37 | +2  | 22 |
| 5  | Redbergslids IK (U) | 22 | 10 | 2 | 10 | 42 | 44 | −2  | 22 |
| 6  | Halmstads BK        | 22 | 9  | 3 | 10 | 35 | 38 | −3  | 21 |
| 7  | SK Sifhälla         | 22 | 7  | 6 | 9  | 37 | 39 | −2  | 20 |
| 8  | Jönköpings Södra IF | 22 | 8  | 4 | 10 | 34 | 38 | −4  | 20 |
| 9  | Varbergs BoIS (U)   | 22 | 9  | 1 | 12 | 36 | 41 | −5  | 19 |
| 10 | Tidaholms GoIF (U)  | 22 | 8  | 2 | 12 | 23 | 36 | −13 | 18 |
| 11 | Billingsfors IK     | 22 | 6  | 4 | 12 | 30 | 52 | −22 | 16 |
| 12 | Kungshamns IF       | 22 | 6  | 1 | 15 | 41 | 63 | −22 | 13 |

### Seriematcher
| Lag                | Hemma | Borta |
| ------------------ | ----- | ----- |
| IS Halmia          | 3–3   | 0–0   |
| Norrby IF          | 2–1   | 0–2   |
| IK Oddevold        | 4–4   | 1–2   |
| Redbergslids IK    | 4–1   | 2–1   |
| Halmstads BK       | 2–0   | 1–0   |
| SK Sifhälla        | 1–3   | 0–1   |
| Jönköping Södra IF | 2–1   | 1–0   |
| Varbergs BoIS      | 1–1   | 3–0   |
| Tidaholms GoIF     | 1–0   | 0–1   |
| Billingsfors IK    | 3–1   | 3–0   |
| Kungshamns IF      | 4–2   | 1–0   |

## Spelarstatistik

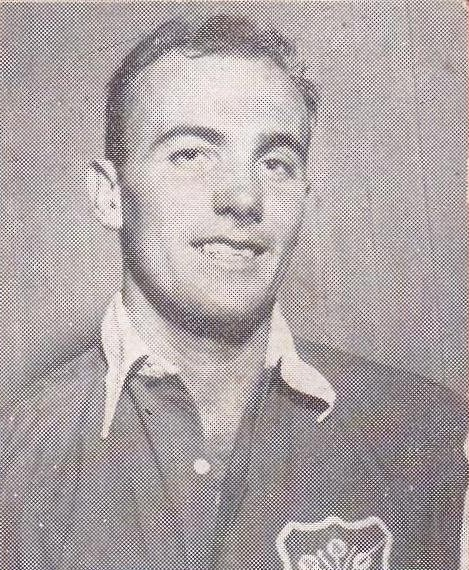
Veteranen Leif Forsberg var en av Gais främsta spelare under året.

| Spelare             | Matcher | Mål |
| ------------------- | ------- | --- |
| Sten-Olof Johansson | 22      | 5   |
| Leif Andersson (mv) | 22      |     |
| Bo Johansson        | 22      |     |
| Leif Forsberg       | 21      | 4   |
| Bo Palle            | 21      |     |
| Kent Grek           | 20      |     |
| Rolf Lundh          | 18      | 9   |
| Einar Smith         | 16      |     |
| Yngve Nyqvist       | 15      |     |
| Alf Johansson       | 14      | 3   |
| Kent Blomqvist      | 12      | 4   |
| Sune Olofsson       | 12      | 4   |
| Rolf Olsson         | 10      | 5   |
| Bengt Apell         | 7       | 1   |
| Göran Berger        | 5       | 1   |
| Bengt Johansson     | 3       | 3   |
| Sven Karlsson       | 2       |     |